# Xã Phenix, Quận Henry, Illinois
Xã Phenix (tiếng Anh: Phenix Township) là một xã thuộc quận Henry, tiểu bang Illinois, Hoa Kỳ. Năm 2010, dân số của xã này là 1.672 người.